# Gavin Ward

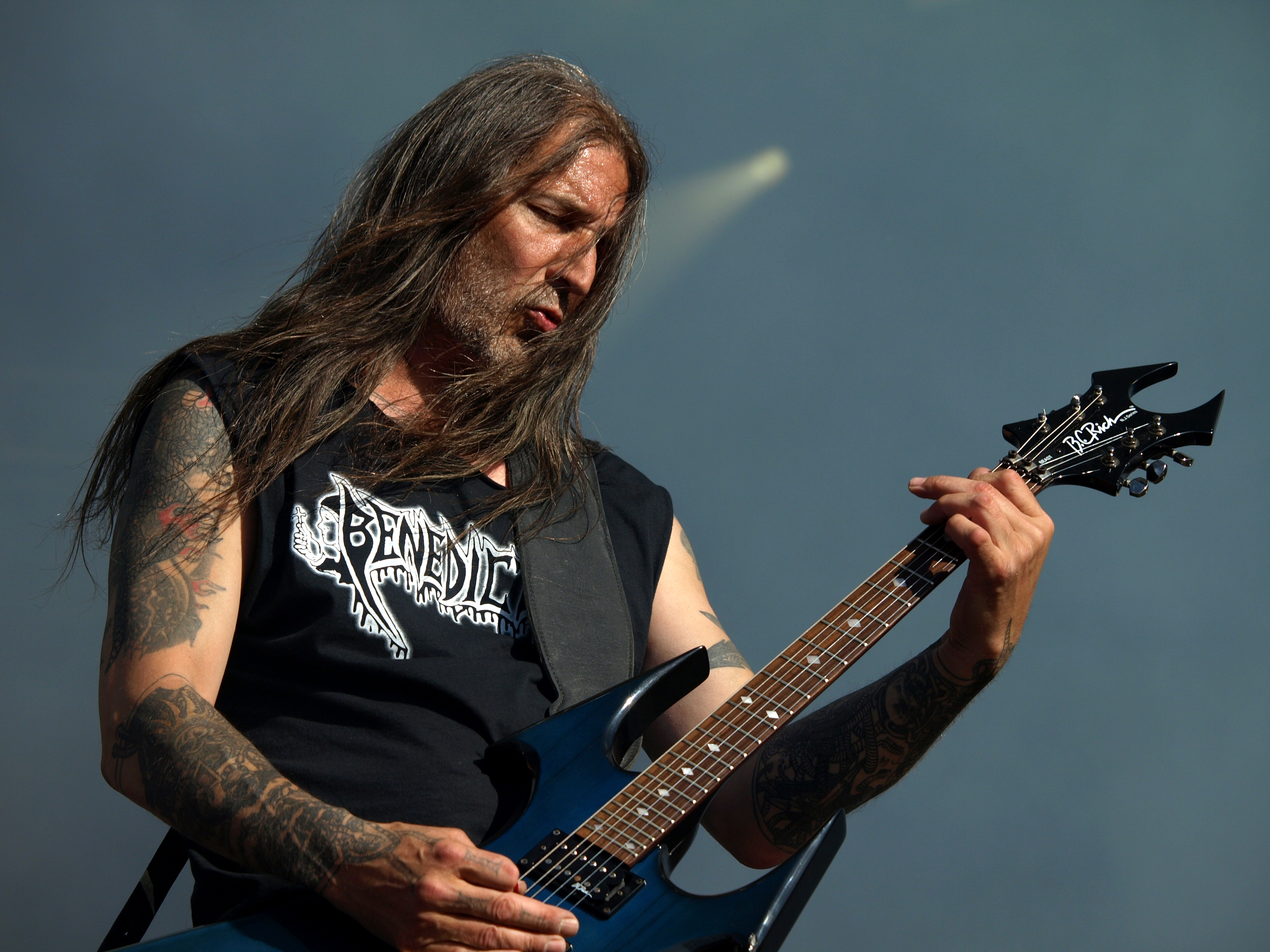
Gavin Ward

Gavin Ward is een van de twee oprichters van Bolt Thrower. Hij begon als de bassist in 1986 en is al op de eerste demo te beluisteren. Voor de tweede demo stapte hij over van bas naar slag- en sologitaar, maar speelde uiteindelijk ook de baspartij in. Verder speelt hij slag- en sologitaar op alle albums tot en met ...For Victory; daarna speelde hij alleen slaggitaar. Ward is ook medeverantwoordelijk voor de meeste teksten.
Voordat Ward begon met Bolt Thrower ging hij met de Britse punkband The Varukers op tournee - later speelde deze band als een van de openingsacts op een Europese tournee.
Gavin Ward komt uit Leamington Spa in het Verenigd Koninkrijk.

## Instrumenten
- BC Rich Virgin/Beast
- Boss GX700
- Marshall-versterker 9040, 200w
- 4 x Marshall 4x12